# Proceder (album Chady)
Proceder – pierwszy studyjny album warszawskiego rapera Tomasza Chady. Został wydany 27 czerwca 2009 roku nakładem wytwórni Step Records. Gościnnie na płycie wystąpili: Mes, Pih, Ero, Gabi, Onar, Fu, Chwedo, Pyskaty i Helena. Album był promowany utworami „Na tych osiedlach”, „Nie byłoby tematu”, „Czas rozliczeń” oraz „Chada puszcza w miasto solo”.
9 marca 2011 wytwórnia Step Records wydała reedycję tego albumu jako Proceder Plus wraz z nowym utworem „Nie jestem tu od wczoraj” i remiksem do utworu „Obrachunek moralny”. Album był promowany dwoma utworami „Nie jestem tu od wczoraj” i „Podnoszę się” do których powstały teledyski. Ten drugi promował również poprzedni album Proceder.

## Lista utworów
Opracowano na podstawie materiału źródłowego.
| Nr            | Tytuł                              | Producent           | Goście          | Czas |
| ------------- | ---------------------------------- | ------------------- | --------------- | ---- |
| 1             | „Intro”                            | Szczur              |                 | 1:14 |
| 2             | „Chada puszcza w miasto solo”      | L-Pro               |                 | 4:05 |
| 3             | „Na tych osiedlach”                | Donatan             |                 | 3:27 |
| 4             | „Podnoszę się...”                  | Fabster             |                 | 3:50 |
| 5             | „Obrachunek moralny”               | L-PRO               | Ten Typ Mes     | 3:45 |
| 6             | „To tu”                            | L-Pro               |                 | 4:32 |
| 7             | „Dramat”                           | Poszwixxx           | Pih             | 3:30 |
| 8             | „To miasto tym żyje”               | Donatan             |                 | 3:37 |
| 9             | „Nie byłoby tematu”                | Fabster             | Ero             | 3:46 |
| 10            | „Ten styl”                         | Fabster             | Gabi            | 3:02 |
| 11            | „Czas rozliczeń”                   | Ariel               |                 | 2:48 |
| 12            | „Ja i cały mój skład”              | Szczur              | Onar            | 3:45 |
| 13            | „Co by się nie działo”             | Ariel               | Fu              | 3:53 |
| 14            | „Za późno na za wcześnie”          | Kościk              | Chwedo, Pyskaty | 3:50 |
| 15            | „Pod koniec”                       | Dominik Kuźmierczyk | Helena          | 4:12 |
| Proceder Plus |                                    |                     |                 |      |
| 16            | „Nie jestem tu od wczoraj”         | $wir                |                 | 3:57 |
| 17            | „Obrachunek moralny (L-PRO Remix)” | L-Pro               | Ten Typ Mes     | 3:36 |